# Giovanni Patrizi
 Giovanni ou Giambattista  Patrizi, né le 24 décembre 1658 à Rome,  alors dans les États pontificaux, et mort le 31 juillet 1727 à Orvieto, est un cardinal italien du XVIIIe siècle. Il est un neveu du cardinal Neri Corsini (1664) et un cousin du pape Clément XII.

## Biographie
Giovanni Patrizi étudie à l'université de Sienne. Il exerce diverses fonctions au sein de la Curie romaine, notamment comme  clerc de la Chambre apostolique, référendaire au tribunal suprême de la Signature apostolique, commissaire de la santé du Saint-Siège, président des Grascia et gouverneur de Pérouse. En 1702, il est élu archevêque titulaire de Séleucie-en-Isaurie (de) et nommé nonce apostolique dans le royaume de Naples et administrateur apostolique de Naples. En 1708, il est nommé trésorier général de la Chambre apostolique.
Le pape Clément XI le crée cardinal lors du consistoire du 16 décembre 1715. Le cardinal Patrizi est légat apostolique à Ferrare à partir de 1718. Il participe aux conclaves de 1721 (élection d'Innocent XIII) et de 1724 (élection de Benoît XIII).